# Az MTK Budapest FC 2018–2019-es szezonja
Ez a szócikk az MTK Budapest FC 2018–2019-es szezonjáról szól, mely sorozatban az 1., összességében pedig a 108. idénye a csapatnak a magyar első osztályban, a klub fennállásának 130. évfordulója. 
A szezon 2018. július 21-én kezdődött, és 2019. május 19-én ért véget.
A bajnokság első fordulójában, 2018. július 21-én, az Újpest FC csapata ellen lépett pályára (–).

## Átigazolások

### Érkezők
2018. évi nyári átigazolási időszak, 
 2019. évi téli átigazolási időszak
| Mezszám | Poz.               | Nemzet | Név                        | Kor | Honnan                 | Szerződés megnevezése             | Átigazolási időszak                  | Szerződés vége | Átigazolás összege | Forrás |
| ------- | ------------------ | ------ | -------------------------- | --- | ---------------------- | --------------------------------- | ------------------------------------ | -------------- | ------------------ | ------ |
| –       | középpályás        | magyar | Bognár István              | 27  | Mezőkövesdi            | szabadon igazolhatóként           | 2018. évi nyári átigazolási időszak, | N/A            | N/A                | –      |
| –       | hátvéd             | magyar | George Ikenne-King Patrick | 26  | Budapest Honvéd        | szabadon igazolhatóként           | 2018. évi nyári átigazolási időszak, | N/A            | N/A                | –      |
| –       | –                  | magyar | Karacs Dániel              | 23  | Ferencvárosi TC futsal | Befejezte a kispályás labdarúgást | 2018. évi nyári átigazolási időszak, | N/A            | N/A                | –      |
| –       | kapus              | ukrán  | Artem Kicsak               | 29  | Olimpik Doneck         | átigazolás                        | 2018. évi nyári átigazolási időszak, | N/A            | N/A                | [ 2 ]  |
| –       | hátvéd             | ukrán  | Jevhen Szelin              | 30  | Asztérasz Trípolisz    | átigazolás                        | 2018. évi nyári átigazolási időszak, | N/A            | N/A                | [ 3 ]  |
| –       | kapus              | magyar | Horváth László             | 30  | Balmazújváros          | átigazolás                        | 2018. évi nyári átigazolási időszak, | N/A            | N/A                |        |
| –       | hátvéd/középpályás | magyar | Pintér Ádám                | 30  | Greuther Fürth         | átigazolás                        | 2018. évi nyári átigazolási időszak, | N/A            | N/A                |        |

Összes kiadás:  €

### Kölcsönből visszatérők
| Mezszám | Dátum | Poszt       | Nemzet | Név               | Kor | Honnan                   | Szerződést megnevezése | jegyzet |
| ------- | ----- | ----------- | ------ | ----------------- | --- | ------------------------ | ---------------------- | ------- |
|         |       | kapus       | magyar | Demjén Patrik     | 20  | Budaörsi SC              | kölcsönből vissza      |         |
|         |       | középpályás | magyar | Forgács Péter     | 20  | Budafoki MTE             | kölcsönből vissza      |         |
|         |       | középpályás | magyar | Hinora Kristóf    | 20  | Nyíregyháza Spartacus FC | kölcsönből vissza      |         |
|         |       | középpályás | magyar | Lustyik Levente   | 19  | Békéscsaba 1912 Előre    | kölcsönből vissza      |         |
|         |       | csatár      | magyar | Myke Bouard Ramos | 25  | Szombathelyi Haladás     | kölcsönből vissza      |         |
|         |       | csatár      | magyar | Szatmári István   | 21  | Békéscsaba 1912 Előre    | kölcsönből vissza      |         |
|         |       | csatár      | magyar | Tóth Milán        | 20  | Szeged 2011              | kölcsönből vissza      |         |
|         |       | középpályás | magyar | Varga Szabolcs    | 23  | Vác FC                   | kölcsönből vissza      |         |
|         |       | középpályás | magyar | Vogyicska Bálint  | 23  | Vasas SC                 | kölcsönből vissza      |         |

### Az utánpótlásból felkerültek
| Mezszám | Dátum           | Poszt       | Nemzet | Név            | Kor | Honnan          | Szerződést megnevezése      | jegyzet |
| ------- | --------------- | ----------- | ------ | -------------- | --- | --------------- | --------------------------- | ------- |
|         | 2018. július 7. | középpályás | magyar | Mezei Szabolcs | 17  | MTK Budapest II | utánpótlásból felkerült fel |         |
|         | 2018. július 7. | középpályás | magyar | Törőcsik Péter | 16  | MTK Budapest II | utánpótlásból felkerült fel | [ 4 ]   |

### Távozók
| Mezszám | Dátum     | Poszt       | Nemzet    | Név               | Kor | Hová                  | átigazolási időszak                 | Ár         | jegyzet |
| ------- | --------- | ----------- | --------- | ----------------- | --- | --------------------- | ----------------------------------- | ---------- | ------- |
| –       | 2018 nyár | hátvéd      | magyar    | Asztalos Dávid    | 23  | Ceglédi VSE           | Szabadon igazolható                 | ingyen     |         |
| –       | 2018 nyár | hátvéd      | magyar    | Jakab Dávid       | 25  | Győri ETO FC          |                                     |            |         |
| –       | 2018 nyár | hátvéd      | szenegáli | Khaly Iyane Thian | 24  | PFK Levszki Szofija   | kölcsön után végleg                 |            |         |
| –       | 2018 nyár |             | magyar    | Karacs Dániel     | 23  | Monor                 | 2018. évi nyári átigazolási időszak | kölcsönbe  |         |
| 13      | 2018 nyár | csatár      | magyar    | Hrepka Ádám       | 31  | Vasas                 | 2018. évi nyári átigazolási időszak | átigazolás | [ 5 ]   |
|         | 2018 nyár | középpályás | magyar    | Mezei Szabolcs    | 17  | Békéscsaba 1912 Előre | 2018. évi nyári átigazolási időszak | kölcsönbe  |         |

Összes bevétel:  €

nettó bevétel:  €

## Statisztikák
Utolsó elszámolt mérkőzés: 2018. július 29.

### Kiírások
A felkészülési mérkőzéseket nem vettük figyelembe.
Dőlttel a jelenleg még le nem zárult kiírásokat illetve az azokban elért helyezést jelöltük.
| Kiírás        | Statisztikák | Statisztikák | Statisztikák | Statisztikák | Statisztikák | Statisztikák | Statisztikák | Statisztikák | Kezdő forduló/ helyezés  | Végső forduló/ helyezés | Mérkőzések dátumai | Mérkőzések dátumai | Mérkőzések dátumai |
| Kiírás        | M            | GY           | D            | V            | LG–KG        | GK           | RGÁ          | KGÁ          | Kezdő forduló/ helyezés  | Végső forduló/ helyezés | Első               | Utolsó             | Következő          |
| ------------- | ------------ | ------------ | ------------ | ------------ | ------------ | ------------ | ------------ | ------------ | ------------------------ | ----------------------- | ------------------ | ------------------ | ------------------ |
| OTP Bank Liga | 02           | 01           | 0            | 01           | 03–4         | –1           | 1,50         | 2,00         | 4.                       | 6.                      | 2018. 07. 22.      | 2018. 07. 29.      | 2018. 08. 04.      |
| Magyar Kupa   | —            | —            | —            | —            | —            | —            | —            | —            | 6. forduló (legjobb 128) |                         | 2018. 09. 22.      |                    |                    |
| Összesen      | 02           | 01           | 0            | 01           | 3–4          | –1           | 1,50         | 2,00         |                          |                         |                    |                    |                    |

|           | M | GY | D | V | LG–KG | GK | RGÁ  | KGÁ  |
| --------- | - | -- | - | - | ----- | -- | ---- | ---- |
| Otthon    | 1 | 0  | 0 | 1 | 1–4   | –3 | 1,00 | 4,00 |
| Idegenben | 1 | 1  | 0 | 0 | 2–0   | +2 | 2,00 | 0,00 |
| Összesen  | 2 | 1  | 0 | 1 | 3–4   | –1 | 1,50 | 2,00 |

### Helyezések fordulónként
| Forduló  | 1  | 2  | 3 | 4 | 5 | 6 | 7 | 8 | 9 | 10 | 11 | 12 | 13 | 14 | 15 | 16 | 17 | 18 | 19 | 20 | 21 | 22 | 23 | 24 | 25 | 26 | 27 | 28 | 29 | 30 | 31 | 32 | 33 |
| Helyszín | O  | I  | O | I | O | O | I | O | I | O  | I  | I  | O  | I  | O  | I  | I  | O  | I  | O  | I  | O  | O  | I  | O  | I  | O  | O  | I  | O  | I  | O  | I  |
| -------- | -- | -- | - | - | - | - | - | - | - | -- | -- | -- | -- | -- | -- | -- | -- | -- | -- | -- | -- | -- | -- | -- | -- | -- | -- | -- | -- | -- | -- | -- | -- |
| Eredmény | GY | V  |   |   |   |   |   |   |   |    |    |    |    |    |    |    |    |    |    |    |    |    |    |    |    |    |    |    |    |    |    |    |    |
| Helyezés | 4. | 6. |   |   |   |   |   |   |   |    |    |    |    |    |    |    |    |    |    |    |    |    |    |    |    |    |    |    |    |    |    |    |    |

Helyszín: O = Otthon; I = Idegenben. Eredmény: GY = Győzelem; D = Döntetlen; V = Vereség.
A csapat helyezései fordulónként, idővonalon ábrázolva.

## OTP Bank Liga
Győzelem
      Döntetlen
      Vereség
| 1. ford. |

| Újpest | 0 – 2 | MTK |
| ------ | ----- | --- |
|        |       |     |

| Részletek |

| 2. ford. |

| MTK | 1 – 4 | Ferencváros |
| --- | ----- | ----------- |
|     |       |             |

| Részletek |

| 3. ford. |

| Puskás Ak. | 1 – 2 | MTK |
| ---------- | ----- | --- |
|            |       |     |

| Részletek |

| 4. ford. |

| MTK | 1 – 0 | Diósgyőr |
| --- | ----- | -------- |
|     |       |          |

| Részletek |

| 5. ford. |

| Debrecen | 3 – 3 | MTK |
| -------- | ----- | --- |
|          |       |     |

| Részletek |

| 6. ford. |

| Haladás | 1 – 2 | MTK |
| ------- | ----- | --- |
|         |       |     |

| Részletek |

| 7. ford. |

| MTK | 0 – 1 | Kisvárda |
| --- | ----- | -------- |
|     |       |          |

| Részletek |

| 8. ford. |

| Paks | 3 – 0 | MTK |
| ---- | ----- | --- |
|      |       |     |

| Részletek |

| 9. ford. |

| MTK | 2 – 2 | Mezőkövesd |
| --- | ----- | ---------- |
|     |       |            |

| Részletek |

| 10. ford. |

| MOL Vidi | 0 – 3 | MTK |
| -------- | ----- | --- |
|          |       |     |

| Részletek |

| 11. ford. |

| MTK | 1 – 1 | Honvéd |
| --- | ----- | ------ |
|     |       |        |

| Részletek |

| 12. ford. |

| MTK | 1 – 0 | Újpest |
| --- | ----- | ------ |
|     |       |        |

| Részletek |

| 13. ford. |

| Ferencváros | – | MTK |
| ----------- | - | --- |
|             |   |     |

| Részletek |

| 14. ford. |

| MTK | – | Puskás Ak. |
| --- | - | ---------- |
|     |   |            |

| Részletek |

| 15. ford. |

| Diósgyőr | – | MTK |
| -------- | - | --- |
|          |   |     |

| Részletek |

| 16. ford. |

| MTK | – | Debrecen |
| --- | - | -------- |
|     |   |          |

| Részletek |

| 17. ford. |

| MTK | – | Haladás |
| --- | - | ------- |
|     |   |         |

| Részletek |

| 18. ford. |

| Kisvárda | – | MTK |
| -------- | - | --- |
|          |   |     |

| Részletek |

| 19. ford. |

| MTK | – | Paks |
| --- | - | ---- |
|     |   |      |

| Részletek |

| 20. ford. |

| Mezőkövesd | – | MTK |
| ---------- | - | --- |
|            |   |     |

| Részletek |

| 21. ford. |

| MTK | – | MOL Vidi |
| --- | - | -------- |
|     |   |          |

| Részletek |

| 22. ford. |

| Honvéd | – | MTK |
| ------ | - | --- |
|        |   |     |

| Részletek |

| 23. ford. |

| Újpest | – | MTK |
| ------ | - | --- |
|        |   |     |

| Részletek |

| 24. ford. |

| MTK | – | Ferencváros |
| --- | - | ----------- |
|     |   |             |

| Részletek |

| 25. ford. |

| Puskás Ak. | – | MTK |
| ---------- | - | --- |
|            |   |     |

| Részletek |

| 26. ford. |

| MTK | – | Diósgyőr |
| --- | - | -------- |
|     |   |          |

| Részletek |

| 27. ford. |

| Debrecen | – | MTK |
| -------- | - | --- |
|          |   |     |

| Részletek |

| 28. ford. |

| Haladás | – | MTK |
| ------- | - | --- |
|         |   |     |

| Részletek |

| 29. ford. |

| MTK | – | Kisvárda |
| --- | - | -------- |
|     |   |          |

| Részletek |

| 30. ford. |

| Paks | – | MTK |
| ---- | - | --- |
|      |   |     |

| Részletek |

| 31. ford. |

| MTK | – | Mezőkövesd |
| --- | - | ---------- |
|     |   |            |

| Részletek |

| 32. ford. |

| MOL Vidi | – | MTK |
| -------- | - | --- |
|          |   |     |

| Részletek |

| 33. ford. |

| MTK | – | Honvéd |
| --- | - | ------ |
|     |   |        |

| Részletek |

### Első kör
| 1. forduló 2018. július 22., vasárnap 19:30 (tv:M4 Sport) |

| Újpest                                  | 0 - 2               | MTK Budapest                                             |
| --------------------------------------- | ------------------- | -------------------------------------------------------- |
| Pauljević 60′ Balázs 90+1′ Diallo 90+2' | (0 - 1) Jegyzőkönyv | 26' (0–1) Lencse 90+2' (11-esből) (0–2) Kanta 1' Kulcsár |

| Szusza Ferenc Stadion, Budapest Nézőszám: 2.738 Játékvezető: Kassai Viktor (magyar) Asszisztensek: Varga Zsolt és Farkas Balázs |

| 2. forduló 2018. július 29., vasárnap 18:00 (tv: M4 Sport) |

| MTK Budapest               | 1 – 4               | Ferencváros                                                           |
| -------------------------- | ------------------- | --------------------------------------------------------------------- |
| Kanta (1–3) 60' (11-esből) | (0 – 3) Jegyzőkönyv | 15' (0–1) Bőle 34' (0–2) Petrjak 38' (0–3) Petrjak 88' (1–4) Varga R. |

| Új Hidegkuti stadion, Budapest Nézőszám: 4.079 Játékvezető: Kassai Viktor (magyar) Asszisztensek: Ring György és Tóth II. Vencel |

- MTK: Kicsak — Deutsch (Balogh  6'), Szelin, Pintér, Katona — Vass Á. —Kulcsár (Farkas  62'), Bognár (Torghelle  69'), Kanta , Vass P. — Lencse • Fel nem használt cserék: Varga B. (kapus), Vogyicska, Takács R., Ramos • Vezetőedző: Feczkó Tamás
- Ferencváros: Dibusz — Lovrencsics G., Frimpong (Varga R.  45+6'), Blažič, Heister — Szpirovszki, Leandro, Petrjak — Lanzafame, Böde  (Finnbogason  73'), Bőle (Csernik  59') • Fel nem használt cserék: Holczer (kapus), Takács Zs., Rodríguez, • Vezetőedző: Thomas Doll

| MTK | Ferencváros |

| Csapat      | Labdabirtoklás | Lövés | Kaput találtlövés | Ebből gól | Szöglet | Szabálytalanság | Sárga lap | Piros lap | Passz | Sikeres passz | Párharc | Megnyert párharc |
| ----------- | -------------- | ----- | ----------------- | --------- | ------- | --------------- | --------- | --------- | ----- | ------------- | ------- | ---------------- |
| MTK         | 1701 mp (46%)  | 11    | 4 (36%)           | 1 (25%)   | 6       | 14              | 2         | 0         | 501   | 434 (86%)     | 112     | 60 (53%)         |
| Ferencváros | 1453 mp (46%)  | 14    | 4 (29%)           | 4 (100%)  | 4       | 16              | 0         | 0         | 452   | 395 (87%)     | 112     | 52 (46%)         |

| 3. forduló 2018. augusztus 4., szombat 17:00 |

| Puskás Akadémia | – | MTK Budapest |
| --------------- | - | ------------ |
|                 |   |              |

| Pancho Aréna, Felcsút |

Az újonc MTK-nak eddig nagyszerűen megy idegenben, a mezőny egyetlen csapata, amely hat pontot gyűjtött már vendégként. Mi több: egymaga annyi idegenbeli győzelmet számlál, mint a teljes további mezőny, együttvéve! Ugyanakkor az eddigi egyetlen hazai mérkőzésén súlyos és egyértelmű vereséget szenvedett a Ferencvárostól. A Diósgyőr még nyeretlen, vendégként az első fordulóban a Ferencvárostól, a harmadikban a Debrecentől szenvedett vereséget, de ezekre akár azt is mondhatjuk: a papírformának megfelelően. A második fordulóban otthon sem tudott nyerni, egy pontot szerzett a Puskás Akadémia ellen. Mivel az előző idényben az MTK a Merkantil Bank Ligában szerepelt, így természetesen a két csapat nem találkozott. De ennek tudatában is meglepő, hogy a Diósgyőr 2015 májusa óta nem tudott bajnoki meccset nyerni a kék-fehérek ellen.
| 4. forduló 2018. augusztus 11., szombat 19:30 |

| MTK                                                       | 1 – 0               | Diósgyőr               |
| --------------------------------------------------------- | ------------------- | ---------------------- |
| Ramos (1–0) 56' Gengeliczki 30' Kanta 84' Torghelle 90+2' | (0 – 0) Jegyzőkönyv | 6' Eperjesi 90' Vernes |

| Új Hidegkuti stadion, Budapest Nézőszám: 2.178 Játékvezető: Andó-Szabó Sándor (magyar) Asszisztensek: Albert István és Varga Gábor |

- MTK: Kicsak — Ikenne-King (Katona  75'), Pintér Á., Gengeliczki, Szelin — Vass Á. — Vass P. (Farkas II. Balázs  67'), Kanta , Bognár, Ramos — Lencse (Torghelle  72') • Fel nem használt cserék: Horváth L. (kapus), Vogyicska, Gera D., Takács • Vezetőedző: Feczkó Tamás
- Diósgyőr: Antal — Sesztakov, Brkovics, Karan, Eperjesi — Tóth Barnabás, Tajti, Hasani (Forgács  71') — Bacsa, Jóannidisz (Makrai  67'), Vernes • Fel nem használt cserék: Radoš (kapus), Tamás M., Lipták, Tóth Borisz, Bárdos • Vezetőedző: Fernando Fernandez

| MTK | Diósgyőr |

Az első negyedórában Antal nagy védésen kívül semmi érdemleges nem történt, majd – bár aktívabb lett a vendégcsapat – Ramos ziccerénél ismét a diósgyőri kapus mutatott be bravúrt a 24. percben. A folytatásban is az MTK játszott kapura veszélyesebben, a játékrész hajrájában Brkovics révén volt a miskolci csapatnak is egy ígéretes lehetősége. A fordulást követően ugyan Antal ismét bravúrral hárított Lencse 15 méteres lövésénél, az 56. percben már ő is tehetetlen volt: Bognár István a bal oldalról középre nyeste a labdát, Myke Ramos jól előzte meg Eperjesit, és az ötös túlsó sarkáról a bal felső sarokba fejelt; (1–0). Három perccel később Lencse duplázhatta volna meg a hazai előnyt, ám a támadó öt és fél méterről csúnyán kapu fölé lőtte a ziccerét. Az utolsó fél órában is a fővárosiak játszottak jobban, és bár újabb nagy helyzet nem alakult ki egyik kapu előtt sem, teljesen megérdemelten tartották otthon mindhárom bajnoki pontot.
| Csapat   | Labdabirtoklás | Lövés | Kaput találtlövés | Ebből gól | Szöglet | Szabálytalanság | Sárga lap | Piros lap | Passz | Sikeres passz | Párharc | Megnyert párharc |
| -------- | -------------- | ----- | ----------------- | --------- | ------- | --------------- | --------- | --------- | ----- | ------------- | ------- | ---------------- |
| MTK      | 1717 mp (57%)  | 12    | 5 (42%)           | 1 (20%)   | 9       | 20              | 3         | 0         | 511   | 440 (86%)     | 144     | 71 (49%)         |
| Diósgyőr | 1304 mp (43%)  | 9     | 1 (11%)           | 0 (0%)    | 1       | 14              | 2         | 0         | 385   | 323 (84%)     | 144     | 73 (51%)         |

Mérkőzés utáni nyilatkozatok:
Egy nagyon jól játszó DVTK-t győztünk le egy nagyon jó iramú mérkőzésen. Amiatt lehet bennem hiányérzet, hamarabb le kellett volna zárni a mérkőzést, ha ez megtörténik, akkor nyugodtabb győzelmet arattunk volna. Büszke vagyok a játékosaimra, mert az ellenfélhez hasonlóan az utolsó pillanatig küzdöttek.
Gratulálok az MTK győzelméhez! A mai mérkőzésen az eredmény a legrosszabb, de a játékosaimról jókat tudok mondani a legutóbbi két idegenbeli mérkőzéssel összehasonlítva, egészen más arcát mutatta a csapat. Erre lehet építeni, hozták a játékosok a minimumot, jól küzdöttek a klub színeiért. Természetesen sokat kell még javulnunk. Három idegenbeli mérkőzésen vagyunk túl, az FTC, a DVSC is kemény ellenfél volt, és ahogy hét közben mondtam, az MTK az egyik legstílusosabb csapat az élvonalban jó játékosokkal, akiket egy kiváló edző irányít. Tisztában voltunk a rajt előtt is, hogy ilyen a sorsolásunk, mindig nehéz a sok változást hozó rajton négyből háromszor idegenben pályára lépni. Jobb lenne, ha nem lennénk késésben a csapatjáték kialakításában, de 29 mérkőzés maradt még, optimista vagyok, hogy előrébb lépünk a tabellán. Ugyanakkor realistának kell lennünk, idén is az NB I-ben maradásért játszunk, ahogy az elmúlt két évben.
- Az újonc nagyszerűen kezdte a szezont, eddig csak a még százszázalékos Ferencvárostól kapott ki, a további három mérkőzését megnyerte.
- A kék-fehérek még soha nem kaptak gólt az új stadionjukban megnyert élvonalbeli bajnoki mérkőzésen.
- Myke Ramos az előző fordulóban is szerzett gólt, rajta kívül az MTK-ból csak Kanta József szerzett már a bajnoki idényben egynél több gólt.
- Feczkó Tamás vezetőedzőként pályafutása során először nyert hazai pályán élvonalbeli bajnoki mérkőzést.
- A Diósgyőr 2015 májusa óta nyeretlen az MTK ellen.
- A borsodiak mindössze egy pontot szereztek az első négy fordulóban. 2017 nyarán (hét pont) és 2018 tavaszán (4 pont) is jobban rajtoltak.
- Az elmúlt bő egy évben, 2017. augusztus 5. óta a DVTK 17 idegenbeli bajnoki mérkőzésen 6 pontot szerzett, s 45-öt veszített. Március 17. óta csak veszített.[9]

Mind a két csapat jól kezdte az idényt, még az sem túlzás, hogy a várakozáson felüli teljesítménnyel. A DVSC sokkal több pontot gyűjtött első négy mérkőzésén, mint 2017 nyarán és 2018 elején, két győzelemmel és két döntetlennel áll, még veretlen. Ugyanakkor hazai pályán, noha legutóbb 2–0-ra legyőzte a Diósgyőrt, 2018-ban eddig gyengén szerepelt, kilenc bajnokijából csak kettőt nyert meg, mindkettőt a DVTK ellen. Az újonc MTK mind a két eddigi idegenbeli találkozóján győzött, s ezzel a kék-fehéreken kívül csak a listavezető Ferencváros dicsekedhet. Az MTK éppen a zöld-fehérek ellen veszített eddig az OTP Bank Liga mostani idényében, a további három mérkőzését megnyerte. A két csapat legutóbbi három egymás elleni bajnoki mérkőzése döntetlenre végződött.
Az élvonalba nyáron visszajutott, a bajnokságban eddig remekül teljesítő MTK csak egyszer rajtolt eredményesebben az elmúlt 10 élvonalbeli szezonjuk alatt. A második fordulóban vereséget szenvedtek a Ferencvárostól, az összes többi meccsüket ugyanakkor megnyerték (az Újpest, a Puskás Akadémia és a Diósgyőr ellen diadalmaskodtak), és ezzel a dobogó harmadik helyén állnak, egy ponttal megelőzve DVSC-t. Az MTK kerete alaposan átalakult a nyáron, hiszen rengeteg érkező és távozó volt. Leigazolták Bognár Istvánt a Mezőkövesdtől, Horváth Lászlót Balmazújvárosból, George Patrick Ikenne-Kinget a Honvédtól, Karacs Dánielt Monorról, míg az ukrán Artem Kicsak az Olimpik Doneck együttesétől, Pintér Ádám a német Greuther Fürth, az ukrán Jevhen Szelin a görög Aszterasz Tripolisztól érkezett. Kölcsönből visszatért Forgács Péter, Myke Bouard Ramos, Tóth Milán és Vogyicska Bálint. Távozott többek között Borbély Bálint (Vasas), Bori Gábor (Monor), Hrepka Ádám (Vasas) és Khaly Iyane Thian (Levszki Szofija). Eddig összesen 86 alkalommal találkozott egymással az első osztályban a két csapat, melyből 28 debreceni, 41 fővárosi siker született, a 17 döntetlen összecsapás mellett. A gólarány 155–111 az MTK javára.
Mérkőzés előtti nyilatkozatok:
Ha úgy vesszük, hogy az MTK most jutott az első osztályba, újonc csapatról beszélünk. Azonban ha megnézzük, olyan rutinos és tapasztalt labdarúgókkal rendelkeznek, akik sokkal több NB I-es mérkőzést játszottak, mint a mi játékosaink. Jól futballoznak, labdabiztosak, és a védekezésük is szervezett. Vezetőedzőjük, Feczkó Tamás egy fiatal, nagyon tehetséges, jól felkészült szakember, ezt már a Balmazújváros trénereként is bizonyította. Kiváló csapatot alkotnak, amelyet az eddigi eredményeik is igazolnak. A szűk védekezés mellett a mélységi indításaikra is figyelnünk kell, továbbá kevés területet kell hagynunk nekik. Továbbá fontos, hogy koncentráltan, minél jobban ki tudjuk használni az előttünk adódó lehetőségeket. Úgy gondolom, egyben vannak a srácok, masszívak vagyunk. Bízom benne, hogy a pénteki bajnokin is jó teljesítményt tudunk nyújtani, hisz szeretnénk itthon tartani a három pontot. Igaz, voltak nehézségeink az elmúlt napokban, Erik Čikoš és Bódi Ádám egész héten beteg volt, utóbbi labdarúgót a Vidi ellen ezért kellett lecserélnünk, továbbá Ezequiel Calventének begyulladt a füle, így az ő játéka is kérdéses.
Nagyon nehéz meccsre számítok, hiszen a Debrecen egy fegyelmezetten és taktikusan futballozó csapat, nem véletlen, hogy az idei szezonban még nem szenvedtek vereséget. Többek között a Videotont is majdnem legyőzték, az utolsó percig vezettek. Herczeg András vezetésével a tavalyi szezonban is jól teljesített leendő ellenfelünk, összeértek, és ehhez képest erősödtek, hiszen két jó légiós is csatlakozott a kerethez. Minden esély megvan arra, hogy egy nagyon jó mérkőzésre kerüljön sor, de Debrecenbe is azért utazunk, hogy győztesen térjünk haza. Jól rajtoltunk, hiszen idegenben kétszer is győztünk, de én magam részéről abban bízom, hogy nemcsak a szezon kezdetén, hanem a teljes idény során a várakozásaimnak megfelelően szerepelünk majd. Sokat dolgoztunk ennek érdekében, jöttek is az eredmények, így a folytatástól is ezt várom. Ha játékban tovább tudunk javulni, sok szép győzelem vár még ránk.
| 5. forduló 2018. augusztus 17., péntek 20:00 (tv: M4 Sport) |

| Debreceni VSC                                                                 | 3 – 3               | MTK Budapest |
| ----------------------------------------------------------------------------- | ------------------- | --- |
| Bódi (1–1) 41' Takács (2–3) 87' Szatmári (3–3) 90+5' Kusnyír 58' Kinyik 90+1' | (1 – 2) Jegyzőkönyv | 15' (0–1) Kanta 42' (1–2) Lencse 75' (1–3) Lencse 17' Szelin 40' Ikenne-King 68' Kicsak 73' Pintér Á. 82' Kanta 90' Torghelle 90+4' Gengeliczki |

| Nagyerdei stadion, Debrecen Nézőszám: 4.002 Játékvezető: Berke Balázs (magyar) Asszisztensek: Tóth II. Vencel és Szert Balázs |

- MTK: Kicsak — Ikenne-King, Gengeliczki, Pintér Á., Szelin — Vass Á. — Farkas II. (Schäfer  55'), Kanta , Bognár, Ramos (Gera D.  84') — Lencse (Torghelle  77') • Fel nem használt cserék: Horváth L. (kapus), Balogh, Vass P., Katona • Vezetőedző: Feczkó Tamás
- Debrecen: Nagy S. — Kusnyír, Kinyik, Szatmári, Barna (Könyves  52') — Tőzsér  — Varga K., Haris, Bódi (Bereczki  84'), Ferenczi — Avdijaj (Takács  73')  • Fel nem használt cserék: Košický (kapus), Mészáros, Csősz, Čikoš • Vezetőedző: Herczeg András

| Debrecen | MTK |

Nem mindennapi jelenettel kezdődött a DVSC – MTK bajnoki: a labda csak nyolc perccel 20 óra után indult útjára, mivel a hazaiak egyik légiósának nem tudták levenni a gyűrűjét (részletek és videó itt!). A nem várt közjáték után jó iramban kezdek a csapatok, szép támadásokat és helyzeteket láthatott a 4002 kilátogató néző. A 8. percben Haris került nagy helyzetbe, Kicsak azonban védeni tudott, válaszként a 15. percben Lencse ment el remekül a jobb oldalon, Kanta Józsefnek passzolt, aki megszerezte a vezetést a vendégeknek; (0–1). Továbbra is élvezetes futballt mutattak be a csapatok, a félidőt pedig gyors gólváltás zárta: hazai részről a 41. percben a 2017 ősze óta gólképtelen Bódi Ádám remekül eltalált szabadrúgással egyenlített; (1–1). Majd egy perc múlva, a 42. percben Lencse László közelről juttatta a gólvonal mögé a labdát; (1–2). A fordulás után sem változott a játék képe, mindkét kapu előtt adódtak helyzetek. A DVSC részéről Avdijaj próbálkozott többször, a 69. percben az MTK oldalán Gengeliczki fejelt, Nagy Sándor bravúrral védett. A 76. percben remek kontra végén növelte az előnyét a fővárosi csapat: Ramos robogott el a jobb oldalon, beadását Lencse László fejelte a hálóba (1–3). Nagy erőket mozgósított a hazai gárda, és a 87. percben Kusnyír középre adása után Takács Tamás szépített; (2–3). Az utolsó percekben Bereczki, illetve Takács is egyenlíthetett volna, de kimaradtak a lehetőségek, így úgy nézett ki, a sok helyzetet és élvezetes játékot hozó bajnokit az MTK nyeri. A 95. percben aztán Tőzsér beadása után Szatmári Csaba a kapuba fejelt, ezzel beállítva a 3–3-as végeredményt.
| Csapat   | Labdabirtoklás | Lövés | Kaput találtlövés | Ebből gól | Szöglet | Szabálytalanság | Sárga lap | Piros lap | Passz | Sikeres passz | Párharc | Megnyert párharc |
| -------- | -------------- | ----- | ----------------- | --------- | ------- | --------------- | --------- | --------- | ----- | ------------- | ------- | ---------------- |
| Debrecen | 1731 mp (59%)  | 26    | 12 (46%)          | 3 (25%)   | 9       | 12              | 2         | 0         | 466   | 387 (83%)     | 156     | 76 (49%)         |
| MTK      | 1227 mp (41%)  | 12    | 7 (58%)           | 3 (43%)   | 5       | 14              | 7         | 0         | 367   | 295 (80%)     | 156     | 80 (51%)         |

- Továbbra is veretlen a DVSC az OTP Bank Ligában.
- A két csapat legutóbbi négy egymás elleni bajnoki mérkőzése kivétel nélkül döntetlent hozott. Legalább hat góllal 2014 óta először végződött a felek találkozója, akkor az MTK 5–2-re nyert.
- A DVSC Szatmári a 95. percben elért góljával megőrizte veretlenségét. Még három csapat nem kapott ki a mezőnyben, a Loki mellett a Ferencváros és a MOL Vidi.
- Herczeg András együttese a legutóbbi négy hazai mérkőzéséből hármon is döntetlent játszott, csak a Diósgyőrt verte meg.
- A hazaiak mindhárom gólszerzője első gólját érte el a bajnoki idényben.
- Az újonc MTK továbbra is veretlen vendégként, három mérkőzésen hét pontot szerzett.
- A kék-fehérek legutóbb 2017 februárjában szereztek idegenben három gólt az OTP Bank Ligában, akkor a Diósgyőrt verték Mezőkövesden.
- Kanta József és Lencse László is háromgólos már a bajnoki szezonban. Előbbi nyolc, utóbbi öt gólt szerzett eddig az élvonalban a Loki ellen.[13]

A Haladás hazai mérlege kifejezetten jó, noha a mostani bajnokságban az eddigi egyetlen hazai meccsén csak döntetlent ért el az Újpestet fogadva. Ugyanakkor figyelemre méltó, hogy a Rohonci úti pálya újbóli átadása óta bajnoki találkozón ott még senki sem tudta legyőzni. Mindazonáltal a Puskás Akadémia tavaly augusztusban, Pintér Attila irányításával, 5–2-re legyőzte vendégként a zöld-fehéreket, de még Sopronban. Figyelemre méltó, hogy a két csapat az előző idényben gólokban kifejezetten gazdag mérkőzéseket játszott egymás ellen, Sopronban, Felcsúton, majd Szombathelyen, 270 perc alatt tizenöt gól esett. Egyik gárda sem kezdte jól a mostani idényt, mindkettő egyetlen ponttal szerénykedik három forduló után, ebből következően még nyeretlen.
| 6. forduló 2018. augusztus 25., szombat 20:45 |

| Swietelsky Haladás                                         | 1 – 2               | MTK                                                |
| ---------------------------------------------------------- | ------------------- | -------------------------------------------------- |
| Gaál (1–2) 90+1' Tamás L. 41' Habovda 52' Németh Milán 58' | (0 – 1) Jegyzőkönyv | 13' (0–1) Shäfer 81' (0–2) Gera D. 42' Gengeliczki |

| Haladás Sportkomplexum, Szombathely Nézőszám: 4.117 Játékvezető: Karakó Ferenc (magyar) Asszisztensek: Szalai Balázs és Becséri Gergely |

- MTK: Kicsak — Ikenne-King, Pintér Á., Gengeliczki, Szelin — Vass Á. — Schäfer (Gera D.  64'), Kanta , Bognár, Ramos (Vass P.  90') — Lencse (Torghelle  74') • Fel nem használt cserék: Horváth L. (kapus), Balogh, Farkas II., Katona • Vezetőedző: Feczkó Tamás
- Haladás: Király  — Schimmer, Kolčák, Beneš (Halmosi  szünetben), Tamás L. — Habovda, Németh Milán — K. Mészáros, Priskin, Rácz B. (Gaál  77') — Rabušic (Bamgboye  62') • Fel nem használt cserék: Gyurján (kapus), Kovalovszki, Németh Márió, Jancsó • Vezetőedző: Michal Hipp

| Haladás | MTK |

Az első perctől az MTK akarata érvényesült, már az első tíz percben több gólszerzési lehetősége volt, végül szűk negyedóra kellett a vezetés megszerzéséhez: a 13. percben Kanta mesteri indításával lépett ki Lencse a jobbösszekötő helyén, elvitte a labdát a kifutó Király mellett, majd visszagurított Schäfer Andrásnak, aki az egyik védőtől szorongatva 11 méterről, jobbal laposan a bal alsó sarokba helyezett; (0–1). Az első igazán veszélyes hazai támadásra 24 percet kellett várni, ezt követően viszont az ukrán kapus, Kicsak egymaga akadályozta meg a hazaiak egyenlítését: előbb a négymeccses eltiltása után visszatért Priskin büntetőjét hárította, majd egymás után kétszer védett bravúrral Tamás László és Schimmer próbálkozásánál. A folytatásban nagyobb elánnal támadtak a szombathelyiek az egyenlítésért, míg az MTK távoli lövésekkel veszélyeztetett, azonban Kicsak nagy napot fogott ki, míg a vendégek kissé pontatlanok voltak. A játékrész derekára alábbhagytak a hazai rohamok, ráadásul a hajrára izgalom sem maradt, mivel a csereként beállt Gera Dániel megduplázta a fővárosiak előnyét: a 81. percben Szelin bal oldali beívelését a szintén csereként beállt Torghelle középen megcsúsztatta, a labda az ötös jobb sarkánál a Gera Dániel elé került, akinek 4 méteres, jobblábas lövése Habodván megpattant, és Király lába között a kapuban kötött ki; (0–2). A hosszabbításban szépítettek a szombathelyiek: a 91. percben a Vasastól visszatért támadó, Gaál Bálint Priskintől kapott labdát, majd  25 méterről, középről jobbal talált be laposan a jobb alsó sarokba, Kicsak vetődött, de nem érte el a labdát; (1–2). Egyenlítésre már nem maradt idejük a hazaiaknak.
| Csapat  | Labdabirtoklás | Lövés | Kaput találtlövés | Ebből gól | Szöglet | Szabálytalanság | Sárga lap | Piros lap | Passz | Sikeres passz | Párharc | Megnyert párharc |
| ------- | -------------- | ----- | ----------------- | --------- | ------- | --------------- | --------- | --------- | ----- | ------------- | ------- | ---------------- |
| Haladás | 1441 mp (48%)  | 11    | 5 (45%)           | 1 (20%)   | 4       | 23              | 3         | 0         | 380   | 314 (83%)     | 179     | 85 (47%)         |
| MTK     | 1574 mp (52%)  | 14    | 10 (71%)          | 2 (20%)   | 5       | 15              | 1         | 0         | 455   | 386 (85%)     | 179     | 94 (53%)         |

Mérkőzés utáni nyilatkozatok:
Ez az első vereségünk az új hazai stadionban, egy hosszú sorozat szakadt ezzel meg. El kell mondanom, hogy egy nagyon jó ellenféltől kaptunk ki, akik beváltották az előzetes várakozásaimat. Egész héten gondjaim voltam az összeállítással, így is bevállaltam, hogy két olyan játékost is betettem, akik nem voltak teljesen egészségesek. A meccs a 30. perc környékén dőlt el: akkor volt 2-3 nagy lehetőségünk, de azok kimaradtak. Nem tudom, hogy alakult volna a meccs, ha ezekből egyet belövünk, de szerintem jobb eredményt értünk volna el. Az MTK állandó veszélyt jelentett, Lencsét nehezen tartottuk. Gratulálok az MTK-nak!
Az első félidőben remekül játszottunk, szervezetten és tudatosan fociztunk. Sok helyzetet dolgoztunk ki, de nem váltottuk azokat gólra, pedig korábban eldönthettük volna a meccset egy jó Haladás ellen. Talán lehetek nyíltan is büszke: mi vagyunk az első csapat, amely nyerni tudott ebben a szép stadionban. Bevallom, hogy tavaly szurkoltam a Haladásnak, hogy tartson ki a sorozata, hiszen titkon bíztam abban, ez pluszmotivációt jelenthet majd nekünk az NB I-ben, hogy mi szakíthatjuk meg ezt a szép sorozatot. Ritkán dicsérem nyíltan a csapatot, de ezúttal minden dicséretet megérdemelnek a fiúk. Egy hiányérzetem van: a helyzetkihasználásunk még nem az igazi, de dolgozunk azon, hogy hamarabb le tudjuk zárni ezeket a meccseket. Győzelmünkhöz kellett Kicsak védése is a 11-esnél. Nyáron több mint 30 kapus közül választottuk ki őt. Ma is bizonyított, nagyon jó teljesítményt nyújtott, számomra az nagy öröm, hogy lábbal is remekül fejlődik, egyre jobban átveszi azt a stílust, amit mi szeretnénk látni egy kapustól.
- A Haladás először kapott ki pályaválasztóként az OTP Bank Ligában új stadionjában.
- A szombathelyiek a legutóbbi négy bajnoki meccsükből hármat elveszítettek.
- Gaál csupán három mérkőzésen játszott eddig az idényben, de két gólt is szerzett, ezúttal csereként beállva.
- Az MTK negyedszer játszott idegenben, tíz szerzett pontja minden riválisáénál több.
- A kék-fehérek az idényben minden idegenbeli mérkőzésükön legalább két gólt szereztek eddig az OTP Bank Liga 2018–2019-es idényében.
- Az MTK-nak 2014 őszén volt legutóbb ilyen jó (sőt még jobb) idegenbeli mérlege az élvonalban, akkor öt mérkőzést nyert sorozatban.
- A még mindig csak 19 éves Schäfer András, aki másfél éve már bemutatkozott az első osztályban, élete első NB I-es gólját szerezte.
- Gera Dánielnek a negyedik gólja volt a mostani az OTP Bank Ligában.[16]

A két csapat az előző szezonban még a Merkantil Bank Ligában találkozott egymással, mind a két meccset a végül második Kisvárda nyerte. Budapesten május végén győzött 3–2-re az addigra már bajnok MTK ellen. A kék-fehérek kiválóan rajtoltak az OTP Bank Ligában, egyetlen vereséget szenvedtek eddig, igaz, azt hazai pályán. Pályaválasztóként két meccset játszottak eddig, a Ferencváros elleni vereség után legyőzték a Diósgyőrt. A Kisvárda még nyeretlen, de Dajka László irányításával egyszersmind veretlen is, a legutóbbi két összecsapása döntetlenre végződött. Rosszul kezdett idegenben, de három, egyaránt szerzett gól nélküli vereség után a Puskás Akadémia otthonából elvitt egy pontot. 
| 7. forduló 2018. szeptember 1., szombat 19:30 |

| MTK Budapest | –           | Kisvárda Master Good |
| ------------ | ----------- | -------------------- |
|              | Jegyzőkönyv |                      |

| Új Hidegkuti stadion, Budapest Játékvezető: Solymosi Péter (magyar) Asszisztensek: Berettyán Péter és Bornemissza Norbert |

| MTK | Kisvárda |

| 8. forduló 2018. szeptember 15., szombat |

| Paks | – | MTK Budapest |
| ---- | - | ------------ |
|      |   |              |

|  |

| 9. forduló 2018. szeptember 29., szombat |

| MTK Budapest | – | Mezőkövesd–Zsóry |
| ------------ | - | ---------------- |
|              |   |                  |

| Új Hidegkuti stadion, Budapest |

| 10. forduló 2018. október 6., szombat |

| MOL Vidi | – | MTK Budapest |
| -------- | - | ------------ |
|          |   |              |

| Pancho Aréna, Felcsút |

A Budapest Honvéd aktuális albérletébe megy most vendégségbe. Az MTK a legutóbbi fordulóban kiütötte a MOL Vidit, ugyanakkor a hazai mérlege nem túl jó, a négy eddigi meccséből kizárólag a Diósgyőr ellenit tudta megnyerni. A kispestiek legutóbb nyertek, egyébként az MTK-hoz hasonlóan, három nyeretlen találkozó után. Két ponttal vezetnek a kék-fehérek előtt, így pontot kell szerezniük ahhoz, hogy ne legyen helycsere. Vendégként a legutóbbi három mérkőzésükön csupán egy gólt szereztek, sőt augusztus 25. óta minden helyszínt figyelembe véve egyetlen gólt értek el a bajnokságban.
| 11. forduló 2018. október 20., szombat 17:00 |

| MTK                                                   | 1 – 1               | Budapest Honvéd                       |
| ----------------------------------------------------- | ------------------- | ------------------------------------- |
| Bognár (1–1) 84' Kanta 9' Pintér Á. 53' Torghelle 72' | (0 – 1) Jegyzőkönyv | 36' (0–1) Batik 45' Batik 56' Nagy G. |

| Új Hidegkuti Nándor stadion, Budapest Nézőszám: 3.314 Játékvezető: Pintér Csaba (magyar) Asszisztensek: Berettyán Péter és Horváth Róbert |

- MTK: Kicsak — Baki (Lencse  69'), Balogh Béla, Pintér Á., Szelin (Katona  szünetben) — Vass Á. — Gera D., Kanta  (Farkas II B.  58'), Bognár, Schäfer — Torghelle • Fel nem használt cserék: Horváth L. (kapus), Vogyicska, Gengeliczki, Kulcsár T. • Vezetőedző: Feczkó Tamás
- Honvéd: Gróf — Batik, Kamber , Baráth — Heffler, Hidi, Nagy G. (Holdampf  73'), Banó-Szabó (Pilík  62'), Kukoč (Tischler  79') — Holender, Danilo • Fel nem használt cserék: Horváth A. (kapus), E. Uzoma, Škvorc, N’Gog • Vezetőedző: Supka Attila

| MTK | Honvéd |

A kispestiek bátor játéka három helyzetet is eredményezett az első tíz percben, majd az MTK is "életjelet adott magáról" néhány távoli lövéssel. Lüktető volt az iram, mindkét kapu előtt adódtak veszélyes szituációk. A félidő közepétől viszont döntően a mezőnyben küzdöttek egymással a csapatok. A 36. percben Heffler szöglete után a volt hátvéd Batik Bence fejesgóljával megszerezte a vezetést a vendégcsapat; (0–1). A második félidőben az MTK fokozatosan növelte a nyomást a kispestieken, ám helyzeteket csak elvétve tudott kialakítani. A hajrában Holender eldönthette volna a három pont sorsát, Kicsak azonban nagy bravúrral védett a lövése után. A kimaradt helyzet szinte azonnal megbosszulta magát, a 86. percben egy nagy védelmi hiba után Bognár István egyenlített; (1–1). A folytatásban mindkét oldalon akadtak kisebb lehetőségek, de újabb gól már nem esett, így igazságos döntetlen született az Új Hidegkuti Nándor Stadionban.
| Csapat | Labdabirtoklás | Lövés | Kaput találtlövés | Ebből gól | Szöglet | Szabálytalanság | Sárga lap | Piros lap | Passz | Sikeres passz | Párharc | Megnyert párharc |
| ------ | -------------- | ----- | ----------------- | --------- | ------- | --------------- | --------- | --------- | ----- | ------------- | ------- | ---------------- |
| MTK    | 1487 mp (53%)  | 15    | 4 (27%)           | 1 (25%)   | 10      | 15              | 3         | 0         | 500   | 408 (82%)     | 158     | 78 (49%)         |
| Honvéd | 1336 mp (47%)  | 14    | 5 (36%)           | 1 (20%)   | 4       | 19              | 2         | 0         | 393   | 306 (78%)     | 158     | 80 (51%)         |

### Második kör
Az első fordulóban az újonc MTK alaposan meglepte a lila-fehéreket a Megyeri úton. Azóta is elsősorban az idegenbeli mérkőzésein sikeres, azoknak köszönheti előkelő helyezését. Pályaválasztóként eddig csak a Diósgyőrt győzte le még a 4. fordulóban, a legutóbbi két meccse döntetlenre végződött (a 9. fordulóban a Mezőkövesd ellen 2–2 és a 11. fordulóban a Honvéd ellen 1–1). Az Újpest a legutóbbi két fordulóban nyert (a Puskás Akadémia ellen 2–0 hazai pályás és 2–1 a Diósgyőr ellen idegenben), sőt a legutóbbi négyben kilenc pontot szerzett. A nyolcadik helyen áll, de egy mérkőzéssel kevesebb játszott az MTK-nál, a vesztett pontokat tekintve jobban áll. Idegenben legutóbb győzött a Diósgyőr ellen, lezárva egy három mérkőzésből álló nyeretlenségi szériát.
Ez lesz a 216. Újpest–MTK bajnoki összecsapás, mely teljesen egyenlő mérleget mutat eddig, ugyanis mind a két együttes 81–81 győzelemmel büszkélkedhet az 53 döntetlen mellett. Az élvonalban első alkalommal 1905. április 2-án találkozott a két együttes. A Millenárison megrendezett bajnoki találkozón nagy csatában az MTK szerezte meg a három pontot (MTK-Újpest: 2–1). Az első újpesti győzelem 1910-ben született, a Hungária körúton 2–0-ra győztek a lila-fehérek. Az MTK-nál Feczkó Tamás vezetőedző nem számíthat az operáció után lábadozó Korozmán Kevin, az ideggyulladás miatt pihenő George Ikenne-King Patrick, a lábközépcsonttörése miatt megműtött Deutsch Bence, az izomhúzódással bajlódó Jevgen Szelin, illetve az öt sárga lapja miatt eltiltott Kanta József játékára.
| 12. forduló 2018. október 27., szombat 14:30 (tv: M4 Sport) |

| MTK Budapest                                       | 1 – 0               | Újpest      |
| -------------------------------------------------- | ------------------- | ----------- |
| Bognár (1–0) 17' (11-esből) Gera D. 35' Lencse 70' | (1 – 0) Jegyzőkönyv | 24' Nwobodo |

| Új Hidegkuti Nándor stadion, Budapest Nézőszám: 3.093 Játékvezető: Iványi Zoltán (magyar) Asszisztensek: Albert István és Becséri Gergely |

- MTK Budapest: Kicsak — Baki, Balogh, Pintér, Katona — Vass Á. — Gera D. (Vass P.  42'), Bognár, Schäfer, Farkas II. (Vogyicska  62') — Torghelle  (Lencse  69') • Fel nem használt cserék: Horváth L. (kapus), Gengeliczki, Takács R., Kulcsár T. • Vezetőedző: Feczkó Tamás
- Újpest: Pajovics — Risztevszki, Nwobodo, Zsótér (Mohl  76'), Szankovics — Bojovics, Balázs B. , Onovo, Pauljevics — Beridze, Novothny (Lukács  70') • Fel nem használt cserék: Gundel-Takács (kapus), Szűcs, Litauszki, Horj, Lubaki • Vezetőedző: Nebojsa Vignyevics

| MTK | Újpest |

A 17. percben büntetőhöz jutott a hazai együttes: Torghelle mutatta magát a tizenhatoson belül, és Gera Dániel passzából kapura tört volna, de Bojovics felvágta. Bognár István állt a labda mögé, és jobbal a bal oldalra vetődő kapust becsapva a jobb alsóba lőtt; (1–0).
- Az MTK a 2014-2015-ös szezon tavaszi szezonjában kapott ki utoljára az Újpesttől, a Megyeri úton 1–0-ra.

A listavezető zöld-fehérek Szerhij Rebrovval eddig eggyel több mérkőzést nyertek meg, mint ahányon győzelem nélkül maradtak. Pályaválasztóként a legutóbbi négy mérkőzésükből csak az Újpest elleni derbit nyerték meg. Másfelől: a most is a mezőnyben lévő fővárosi rivális ellen 2016. december 10. óta nem veszítettek pontot a Groupama Arénában, akkor az MTK-val játszottak döntetlent. A kék-fehérek a második fordulóban – a feljutás utáni első hazai meccsükön – súlyos vereséget szenvedtek a Ferencvárostól. Ellenben az idegenbeli mérlegük az egyik legjobb a mezőnyben, csak Pakson kaptak ki, Debrecenben játszottak döntetlent, a többi találkozójukat pedig megnyerték. Ez lesz a két csapat 216. összecsapása az élvonalban.
| 13. forduló 2018. november 3., szombat 19:30 (tv: M4 Sport) |

| Ferencváros | –           | MTK Budapest |
| ----------- | ----------- | ------------ |
|             | Jegyzőkönyv |              |

| Játékvezető: Andó-Szabó Sándor (magyar) Asszisztensek: Szert Balázs és Márkus Tamás |

| Ferencváros | MTK |

- A Ferencváros immár 27 hazai bajnoki mérkőzésen veretlen.
- A zöld-fehérek negyedszer győztek hazai bajnokin az őszi idényben, három döntetlen mellett.
- Szeptember vége óta először győzött a listavezető két egymást követő bajnokin.
- Bőle Lukács a második gólját érte el a bajnoki szezonban, mindkettőt az MTK-nak lőtte. Élvonalbeli pályafutása során először szerzett egy bajnoki évben két gólt is.
- Sigér Dávid az OTP Bank Ligában legutóbb még a Balmazújváros játékosaként ért el gólt, 2017 novemberében. Új klubjában az első bajnoki gólt korábbi edzője csapatának lőtte: Sigér Dávid Feczkó Tamással jutott fel 2017 tavaszán az élvonalba, a Balmazújváros csapatkapitányaként.
- Az MTK másodszor veszített idegenbeli bajnoki mérkőzést az OTP Bank Liga 2018-as őszi idényében, korábban Pakson kapott ki.
- A kék-fehérek szeptember 15. óta először veszítettek bajnoki meccset.[18]

| 14. forduló 2018. november 10. |

| MTK Budapest | –   | Puskás Akadémia |
| ------------ | --- | --------------- |
|              | (–) |                 |

|  |

| 15. forduló 2018. november 24. |

| Diósgyőr | –   | MTK Budapest |
| -------- | --- | ------------ |
|          | (–) |              |

|  |

Az újonc az idény elején idegenben remekelt, otthon botladozott, mostanra kicsit megfordult a trend, erre példa, hogy a legutóbbi két hazai mérkőzésén, az Újpest és a Puskás Akadémia ellen is győzni tudott. A DVSC a legutóbbi három fordulóban csupán egy pontot gyűjtött, elveszítette hazai veretlenségét. Vendégként legutóbb az első fordulóban, a Puskás Akadémia ellen tudott nyerni, azóta három döntetlen és három vereség a mérlege.
| 16. forduló (1371. élvonalbeli mérkőzés) 2018. december 1., szombat 17:00 (tv: M4 Sport) |

| MTK Budapest           | 0 – 1               | Debreceni VSC                                 |
| ---------------------- | ------------------- | --------------------------------------------- |
| 31' Szelin 36' Gera D. | (0 – 1) Jegyzőkönyv | 10' (0–1) Varga K. 80' Nagy S. 90' Jovanovics |

| Új Hidegkuti stadion, Budapest Nézőszám: 1 758 Játékvezető: Bogár Gergő (magyar) Asszisztensek: Tóth II. Vencel és Vígh-Tarsonyi Jenő |

- MTK: Kicsak — Baki (Kulcsár T.  74'), Pintér, Balogh B., Szelin — Vass Á.  — Gera D., Schäfer, Bognár (Vogyicska  85'), Farkas B. (Kanta  67') — Lencse • Fel nem használt cserék: Horváth L. (kapus), Gengeliczki, Katona, Ikenne-King • Vezetőedző: Feczkó Tamás
- Debrecen: Nagy S. — Kusnyír (Kinyik  22'), Szatmári, Pávkovics, Ferenczi — Varga K., Haris, Csősz (Jovanovics  79'), Bódi  — Avdijaj (Takács  71'), Szécsi • Fel nem használt cserék: Košický (kapus), Könyves, Barna, Damásdi • Vezetőedző: Herczeg András

| MTK | Debrecen |

A mérkőzés elején az MTK ragadta magához a kezdeményezést, így a 10. percben kissé váratlanul szerezte meg a vezetést a Debrecen: egy kontratámadás végén Varga Kevin lőtt magabiztosan a kapuba; (0–1). A folytatásban mind a két oldalon akadtak lehetőségek, de a fővárosiaknál Artem Kicsak, míg a debrecenieknél Nagy Sándor több nagy védést is bemutatott. A fordulás után hiába játszott mezőnyfölényben a hazai együttes, erejéből leginkább távoli lövésekre futotta, ezek pedig csak elvétve találták el a vendégek kapuját. Egy óriási egyenlítési lehetősége így is akadt az MTK-nak, Jevhen Szelin azonban közelről a kapufát találta el a 69. percben. Tíz perccel később Varga lövése is a kapufáról pattant kifelé, így az eredmény nem változott, a Debrecen 1–0-ra nyert, és pontszámban beérte az MTK-t a bajnokságban. A hajdúsági csapat a győzelemmel megszakította hatmérkőzéses idegenbeli nyeretlenségi sorozatát, és 2010 májusa után ismét nyert az MTK pályaválasztása mellett.
| 17. forduló 2018. december 8. |

| MTK Budapest | –   | Swietelsky Haladás |
| ------------ | --- | ------------------ |
|              | (–) |                    |

|  |

| 18. forduló 2018. december 15. |

| Kisvárda Master Good | –   | MTK Budapest |
| -------------------- | --- | ------------ |
|                      | (–) |              |

|  |

| 19. forduló 2018. február 2. |

| MTK Budapest | –   | Paks |
| ------------ | --- | ---- |
|              | (–) |      |

|  |

| 20. forduló 2019. február 9. |

| Mezőkövesd–Zsóry | –   | MTK Budapest |
| ---------------- | --- | ------------ |
|                  | (–) |              |

|  |

| 21. forduló 2019. február 16. |

| MTK Budapest | –   | MOL Vidi |
| ------------ | --- | -------- |
|              | (–) |          |

|  |

| 22. forduló 2019. február 23. |

| Budapest Honvéd | –   | MTK Budapest |
| --------------- | --- | ------------ |
|                 | (–) |              |

|  |

### Harmadik kör
| 23. forduló 2019. március 2. |

| Újpest | –   | MTK Budapest |
| ------ | --- | ------------ |
|        | (–) |              |

|  |

| 24. forduló 2019. március 9. |

| MTK Budapest | –   | Ferencváros |
| ------------ | --- | ----------- |
|              | (–) |             |

|  |

| 25. forduló 2019. március 16. |

| Puskás Akadémia | –   | MTK Budapest |
| --------------- | --- | ------------ |
|                 | (–) |              |

|  |

| 26. forduló 2019. március 30. |

| MTK Budapest | –   | Diósgyőr |
| ------------ | --- | -------- |
|              | (–) |          |

|  |

| 27. forduló 2019. április 6. |

| Debrecen | –   | MTK Budapest |
| -------- | --- | ------------ |
|          | (–) |              |

|  |

| 28. forduló 2019. április 13. |

| Swietelsky Haladás | –   | MTK Budapest |
| ------------------ | --- | ------------ |
|                    | (–) |              |

|  |

| 29. forduló 2019. április 20. |

| MTK Budapest | –   | Kisvárda Master Good |
| ------------ | --- | -------------------- |
|              | (–) |                      |

|  |

| 30. forduló 2019. április 27. |

| Paks | –   | MTK Budapest |
| ---- | --- | ------------ |
|      | (–) |              |

|  |

| 31. forduló 2019. május 4. |

| MTK Budapest | –   | Mezőkövesd–Zsóry |
| ------------ | --- | ---------------- |
|              | (–) |                  |

|  |

| 32. forduló 2019. május 11. |

| MOL Vidi | –   | MTK Budapest |
| -------- | --- | ------------ |
|          | (–) |              |

|  |

| 33. forduló 2019. május 19. |

| MTK Budapest | –   | Budapest Honvéd |
| ------------ | --- | --------------- |
|              | (–) |                 |

|  |

## Magyar kupa
Az MLSZ szabályzatának értelmében, a nemzeti bajnokságokban (NB I, NB II, NB III) szereplő csapatok a kupasorozat 6. fordulójában, a legjobb 128 között kapcsolódnak be a versenybe. A versenykiírás szerint az NB I-es és NB II-es csapatok kiemeltek lesznek a sorsoláson, nem kerülhetnek össze egymással. A hatodik fordulóból (a főtábla első köréből) továbblépő együttesek 300 ezer, illetve 500 ezer forintot kapnak – attól függően, hogy döntetlen után vagy győzelemmel harcolják ki a továbbjutást.
      Győzelem
      Döntetlen
      Vereség
| 2018. szeptember 22. |

| Tállya KSE (NB III – Keleti csoport) | – | MTK Budapest |
| ------------------------------------ | - | ------------ |
|                                      |   |              |

| Részletek |

### 6. forduló (főtábla 1. forduló)
2018. szeptember 4-én az MLSZ székházában kisorsolták a 6. forduló párosításait, ebben a körben már csatlakoznak a sorozathoz az OTP Bank Liga és a Merkantil Bank Liga csapatai is. Az NB I-es és NB II-es csapatok kiemeltként szerepeltek a sorsoláson, vagyis nem kerülhettek össze egymással. Minden párosításban az alacsonyabb osztályú csapatok a pályaválasztók, míg azonos osztály esetében az elsőnek kihúzott csapat. A továbbjutás egy mérkőzésen dől el, a forduló hivatalos játéknapjai: szeptember 22. szombat és szeptember 23. vasárnap.
| 2018. szeptember 22., szombat 15:00 |

| Tállya KSE (NB III – Keleti csoport) | – | MTK Budapest |
| ------------------------------------ | - | ------------ |
|                                      |   |              |

| Ibrány sportpálya, Ibrány |

## Tabella
A bajnokság 2018. július 21-én kezdődik.
| Hely. | Csapat          | M  | Gy | D  | V  | G+ | G– | Gk  | P  | Továbbjutás vagy kiesés          |
| ----- | --------------- | -- | -- | -- | -- | -- | -- | --- | -- | -------------------------------- |
| 1.    | Ferencváros (B) | 33 | 23 | 5  | 5  | 72 | 27 | +45 | 74 | Bajnokok Ligája, 1. selejtezőkör |
| 2.    | Vidi (C)        | 33 | 18 | 7  | 8  | 53 | 37 | +16 | 61 | Európa-liga, 1. selejtezőkör     |
| 3.    | Debrecen        | 33 | 14 | 9  | 10 | 44 | 39 | +5  | 51 | Európa-liga, 1. selejtezőkör     |
| 4.    | Honvéd          | 33 | 13 | 10 | 10 | 46 | 38 | +8  | 49 | Európa-liga, 1. selejtezőkör     |
| 5.    | Újpest          | 33 | 12 | 12 | 9  | 38 | 28 | +10 | 48 |                                  |
| 6.    | Mezőkövesd      | 33 | 12 | 8  | 13 | 45 | 40 | +5  | 44 |                                  |
| 7.    | Puskás Akadémia | 33 | 11 | 7  | 15 | 36 | 45 | −9  | 40 |                                  |
| 8.    | Paks            | 33 | 9  | 12 | 12 | 33 | 46 | −13 | 39 |                                  |
| 9.    | Kisvárda        | 33 | 10 | 8  | 15 | 36 | 48 | −12 | 38 |                                  |
| 10.   | Diósgyőr        | 33 | 10 | 8  | 15 | 36 | 57 | −21 | 38 |                                  |
| 11.   | MTK (K)         | 33 | 10 | 4  | 19 | 42 | 56 | −14 | 34 | NB II                            |
| 12.   | Haladás (K)     | 33 | 8  | 6  | 19 | 31 | 51 | −20 | 30 | NB II                            |

## Játékoskeret
* a félkövérrel írt játékosok rendelkeznek felnőtt válogatottsággal.
| No. |     | Poszt | Játékos             |
| --- | --- | ----- | ------------------- |
| 1   | UKR | K     | Artem Kicsak        |
| 3   | HUN | V     | Deutsch Bence       |
| 5   | HUN | V     | Balogh Béla         |
| 6   | HUN | KP    | Vogyicska Bálint    |
| 7   | HUN | CS    | Schön Szabolcs      |
| 9   | HUN | KP    | Bognár István       |
| 10  | HUN | KP    | Vass Patrik         |
| 11  | HUN | CS    | Gera Dániel         |
| 13  | HUN | V     | Gengeliczki Gergő   |
| 14  | HUN | CS    | Torghelle Sándor    |
| 17  | AUT | KP    | Slobodan Mihajlović |
| 18  | MLI | CS    | Ulysse Diallo       |
| 19  | HUN | KP    | Kanta József        |

| No. |     | Poszt | Játékos             |
| --- | --- | ----- | ------------------- |
| 20  | HUN | K     | Varga Bence         |
| 22  | HUN | V     | Katona Máté         |
| 27  | HUN | KP    | Pintér Ádám         |
| 29  | HUN | CS    | Lencse László       |
| 33  | UKR | V     | Jevhen Szelin       |
| 38  | HUN | KP    | Vass Ádám           |
| 70  | HUN | CS    | Kulcsár Tamás       |
| 71  | HUN | KP    | Bidzilya Anton      |
| 73  | HUN | V     | Varju Benedek       |
| 74  | HUN | KP    | Kapronczai Gergely  |
| 77  | HUN | V     | Baki Ákos           |
| 88  | NGR | V     | Patrick Ikenne-King |
| 98  | HUN | K     | Horváth László      |

### Kölcsönadott játékosok
| # |     | Poszt | Név                                                |
| - | --- | ----- | -------------------------------------------------- |
|   | HUN | K     | Demjén Patrik (a Budaörs csapatához)               |
|   | HUN | K     | Bese Balázs (a Vasas csapatához)                   |
|   | HUN | V     | Talabér Attila (a Vasas csapatához)                |
|   | HUN | V     | Farkas Norbert (a Monor csapatához)                |
|   | HUN | KP    | Szatmári István (a Békéscsaba csapatához)          |
|   | HUN | CS    | Varga Szabolcs (a Vác csapatához)                  |
|   | BRA | CS    | Myke Bouard Ramos (az al-Ittihad Kalba csapatához) |